# 3D selfie
Un selfie 3D è una replica in scala di una persona stampata in 3D. Questi selfie tridimensionali sono anche noti come ritratti 3D, statuette 3D, statuette stampate in 3D, statuette mini-me e statue in miniatura.

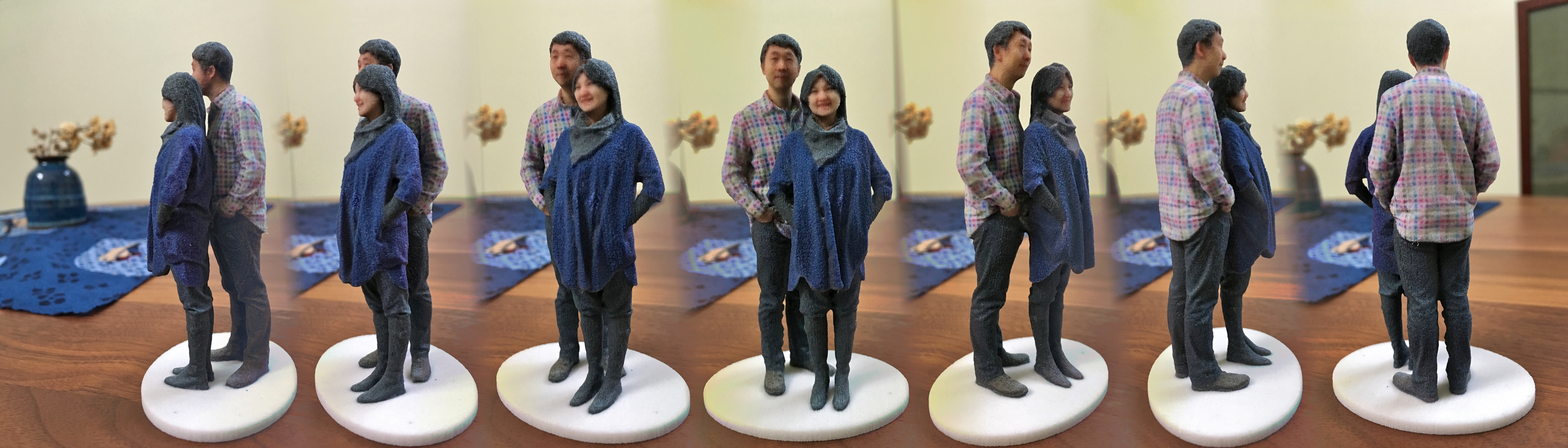
Madurodam Shapeways 3D selfie in 1 20 scale after a second spray of varnish FRD

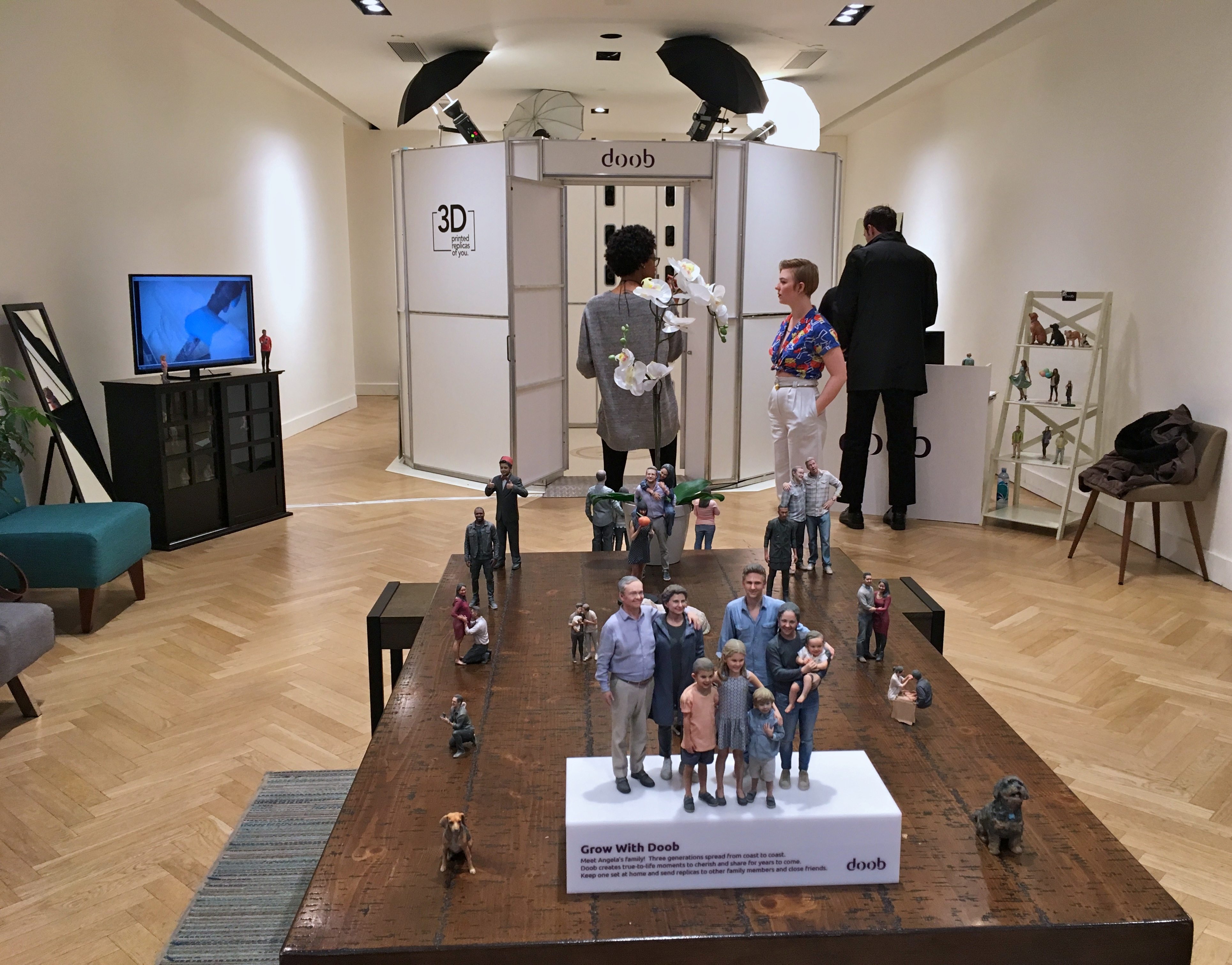
Doob NY SOHO 3D selfie photo booth IMG 4948 FRD

## Descrizione
La statuina 3D viene solitamente stampata a colori usando tecniche di stampa a base di gesso (Binder Jetting), dando alla statuina una consistenza e un aspetto simile all'arenaria. Mentre il processo di stampa è abbastanza standardizzato, la cattura di un soggetto come modello 3D può essere realizzata in molti modi. La maggior parte dei sistemi utilizza fotocamere digitali o fotocamere per scattare immagini 2D del soggetto, in condizioni di illuminazione normale, in modalità di proiezione proiettata o una combinazione di queste. Un pezzo di software ricostruisce quindi un modello 3D del soggetto da queste immagini .
Sistemi poco costosi usano una singola telecamera che viene mossa attorno al soggetto a 360 ° a varie altezze, per minuti, mentre il soggetto rimane immobile. Sistemi più elaborati hanno una barra verticale di telecamere che ruotano intorno al soggetto, raggiungendo solitamente una scansione completa in 10 secondi. I sistemi più costosi dispongono di una cabina fotografica 3D chiusa con 50 a 100 telecamere incorporate staticamente nelle pareti e nel soffitto, che sparano tutte contemporaneamente, eliminando le differenze nella cattura dell'immagine causate dai movimenti del soggetto.